# Peter Diener

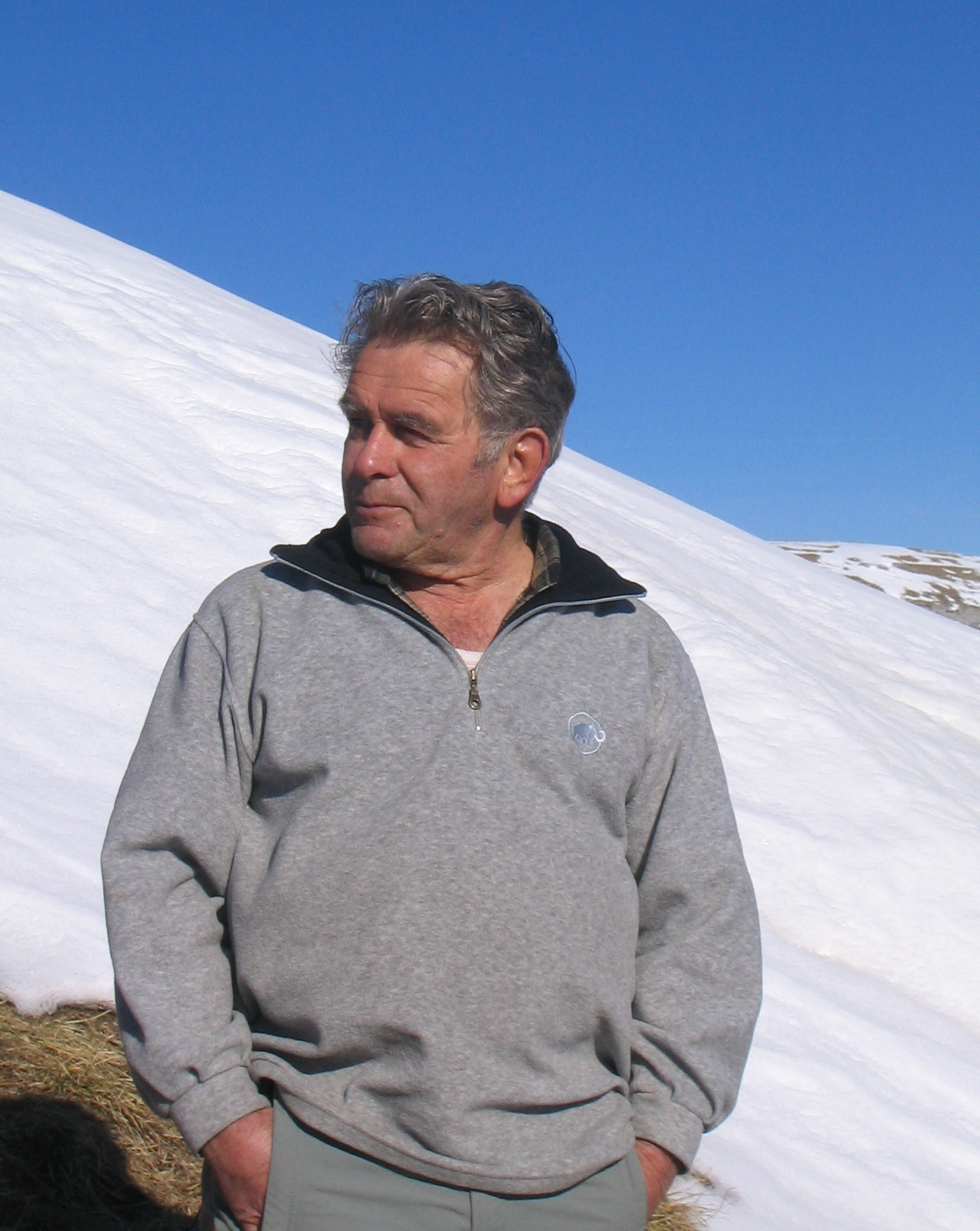
Peter Diener (2007)

Peter Diener (* 29. Januar 1929 in Zittau) ist ein Schweizer Bergsteiger, Pionier des Extremkletterns in der Schweiz und einer der Erstbesteiger des Dhaulagiri.

## Leben
Mit 13 begann Peter Diener zu klettern im Sandstein des Zittauer Gebirges, 1943/44 bestieg er Dreitausender in den Zillertaler Alpen und den Hohen Tauern. Er wuchs in Olbersdorf im Landkreis Görlitz in Ostdeutschland auf und hat Dachdecker gelernt. 
1950 emigrierte er auf abenteuerliche Weise aus der DDR, seit 1952 wohnt er in der Schweiz, ab 1961 in Wildhaus. Seit 1965 ist er Schweizer Bürger. In der Schweiz fand er rasch Anschluss an die Kletterszene und wurde 1954 in den Kletterclub Alpstein aufgenommen, dem er von 1964 bis 1970 vorstand. 
In den 50er und 60er Jahren gelangen ihm grosse Touren und mehrere Erstbegehungen im ganzen Alpengebiet. 1960 gehörte Diener zu den Erstbesteigern des Dhaulagiri mit der von Max Eiselin organisierten Expedition. Damit ist er der einzige Deutsche, der als Erstbesteiger auf einem der 14 Achttausender stand. Er war auch aktiv als Bergretter und von 1986 bis 1988 Rettungschef im Zentralkomitee des Schweizer Alpen-Clubs.
1966 gründete er ein eigenes Geschäft.

## Wichtige Erstbegehungen
- 1954 Rässegg Westwand mit Ernst Neeracher
- 1955 Moor, mittlere Südwand mit Otto Kurtenacker
- 1956 Salbitschijen Südpfeiler mit Max Niedermann
- 1956 Grosser Bockmattliturm Direkte Nordwand mit Max Niedermann
- 1957 Scheienfluh Westwand mit Max Niedermann
- 1957 Grosser Drusenturm Südwestpfeiler mit Seth Abderhalden
- 1957 Grosser Bockmattliturm Nordwand, erste Solobegehung
- 1958 Grosser Drusenturm Südwestwand mit Seth Abderhalden, heute «Seth Abderhalden Gedächtnisführe»
- 1958 Aiguilles de Chamonix 2. Gesamttraversierung mit Walter Philipp
- 1959 Scheienfluh Westwand, erste Winterbegehung mit Ueli Hürlemann
- 13. Mai 1960 Dhaulagiri 8167 m, Erstbesteigung mit Ernst Forrer, Albin Schelbert, Kurt Diemberger und den Sherpas Nima und Nawang Dorjee
- 1962 Gätterifirst Nordkante mit Ernst Neeracher

## Beiträge von Peter Diener
- Über die Aiguille Blanche Nordwand auf den Peutereygrat. In: Jubiläum 50 Jahre Kletterclub Alpstein. Alpsteinismus-Verlag, Unterwasser 1998.
- Dru Westwand. In: Jubiläum 50 Jahre Kletterclub Alpstein. Alpsteinismus-Verlag, Unterwasser 1998.
- KCA-Beteiligung an Expeditionen in die Weltberge. In: Jubiläum 50 Jahre Kletterclub Alpstein. Alpsteinismus-Verlag, Unterwasser 1998.
- Im letzten Augenblick. In: Emil Zopfi: Churfirsten. Über die sieben Berge (Bergmonografie; Bd. 14). AS Verlag, Zürich 2006, ISBN 3-909111-22-X.